# Leila Vaziri
Leila Vaziri (Coral Springs, 6 giugno 1985) è una nuotatrice statunitense, nata da madre tedesca e padre iraniano.
La sua specialità è il nuoto a dorso.
Il 28 marzo 2007 ha vinto i 50 metri a dorso ai Mondiali di Melbourne stabilendo il record mondiale con il tempo di 28"16.

## Palmarès
- Mondiali

Melbourne 2007: oro nei 50m dorso e argento nella 4x100m misti.